# Équipe NFL de la décennie 1940
L'équipe NFL de la décennie 1940 est l'équipe composée des meilleurs joueurs à leur poste dans la National Football League durant les années 1940. Cette équipe a été désignée par les votants du Pro Football Hall of Fame de la NFL. La sélection est constituée des meilleurs joueurs en attaque, défense et équipes spéciales.
| Position                   | Nom                     | Équipe(s) NFL                                 | Université                                                  |
| -------------------------- | ----------------------- | --------------------------------------------- | ----------------------------------------------------------- |
| Quarterback                | Sammy Baugh             | Washington Redskins                           | Texas Christian                                             |
| Quarterback                | Sid Luckman             | Chicago Bears                                 | Columbia                                                    |
| Quarterback                | Bob Waterfield          | Cleveland Rams Los Angeles Rams               | UCLA                                                        |
| Running back               | Tony Canadeo            | Green Bay Packers                             | Gonzaga                                                     |
| Running back               | Bill Dudley             | Pittsburgh Steelers Detroit Lions             | Virginia                                                    |
| Running back               | George McAfee           | Chicago Bears                                 | Duke                                                        |
| Running back               | Steve Van Buren         | Philadelphia Eagles                           | Louisiana State                                             |
| Running back               | Charley Trippi          | Chicago Cardinals                             | Georgia                                                     |
| Running back               | Byron White             | Detroit Lions                                 | Colorado                                                    |
| Fullback                   | Marion Motley           | Cleveland Browns Pittsburgh Steelers          | Université du Nevada à Reno South Carolina State University |
| Fullback                   | Pat Harder              | Chicago Cardinals Detroit Lions               | Wisconsin                                                   |
| Fullback                   | Bill Osmanski           | Chicago Bears                                 | Holy Cross                                                  |
| Tight end et defensive end | Mac Speedie             | Cleveland Browns                              | Utah                                                        |
| Tight end et defensive end | Pete Pihos              | Philadelphia Eagles                           | Indiana                                                     |
| Tight end et defensive end | Ed Sprinkle             | Chicago Bears                                 | Hardin-Simmons University Navy                              |
| Tight end et defensive end | Dante Lavelli           | Cleveland Browns                              | Ohio State                                                  |
| Tight end et defensive end | Ken Kavanaugh           | Chicago Bears                                 | Louisiana State                                             |
| Tight end et defensive end | Jim Benton              | Cleveland Rams Chicago Bears Los Angeles Rams | University of Arkansas                                      |
| Tight end et defensive end | Jack Ferrante           | Philadelphia Eagles                           | sans                                                        |
| Tackle                     | Al Blozis               | New York Giants                               | Georgetown                                                  |
| Tackle                     | George Connor           | Chicago Bears                                 | Notre Dame                                                  |
| Tackle                     | Frank "Bucko" Kilroy    | Philadelphia Eagles                           | Temple                                                      |
| Tackle                     | Buford "Baby" Ray       | Green Bay Packers                             | Vanderbilt                                                  |
| Tackle                     | Vic Sears               | Philadelphia Eagles                           | Oregon State University                                     |
| Tackle                     | Al Wistert              | Philadelphia Eagles                           | Michigan                                                    |
| Guard                      | Bruno Banducci          | Philadelphia Eagles San Francisco 49ers       | Stanford                                                    |
| Guard                      | Bill Edwards            | New York Giants                               | Baylor                                                      |
| Guard                      | Garrard "Buster" Ramsey | Chicago Cardinals                             | William and Mary                                            |
| Guard                      | Bill Willis             | Cleveland Browns                              | Ohio State                                                  |
| Guard                      | Len Younce              | New York Giants                               | Oregon State University                                     |
| Center                     | Charley Brock           | Green Bay Packers                             | Nebraska                                                    |
| Center                     | Clyde "Bulldog" Turner  | Chicago Bears                                 | Hardin-Simmons University                                   |
| Center                     | Alex Wojciechowicz      | Detroit Lions Philadelphia Eagles             | Fordham                                                     |